# Norman Mackworth
Norman H. Mackworth (* 1917; † 2005) war ein britischer Psychologe und Neurowissenschaftler. Er ist bekannt für seine wegweisende Arbeit und Forschung im Bereich kognitiver Funktionen, insbesondere der Aufmerksamkeit und der Wachsamkeit. Norman Mackworth erfand unter anderem den Mackworth-Clock-Test.

## Arbeit und Leben
Mackworth galt als ein begeisterter Forscher der Vigilanz und begann mit systematischen Studien in diesem Themengebiet. Während des Zweiten Weltkriegs wurde er von der RAF rekrutiert. Er sollte die Effizienz von Radar- und Sonararbeitern erforschen, weil Schwächen bei der Kontrollüberwachung festgestellt wurden. Norman Mackworth stellte fest, dass die monotone Arbeit am Radar mit der steigender Dauer zu einer stark reduzierten Wachsamkeit führt. Die Arbeiter am Radar verloren schon nach 30 Minuten etwa 10 bis 15 Prozent ihrer Effizienz. Mackworth testete die Radararbeiter mithilfe seines selbst entwickelten Mackworth-Clock-Test.
Im Jahre 1951 wurde Mackworth Direktor der Forschungseinheit für angewandte Psychologie an der University of Cambridge, womit er Sir Frederick Bartlett ablöste. Diese Position behielt er für sieben Jahre inne.

## Ortswechsel und Bedeutung seiner Forschung
1958 wanderte Norman Mackworth nach Kanada aus. Er starb 2005, in einem Alter von 88 Jahren. Mackworth legte mit seiner Wissenschaft eine wegweisende Grundlage. Seine Erkenntnisse werden auch heutzutage noch in der Hirnforschung eingesetzt. Vor allen Dingen seine Erfindung, die Mackworth-Uhr, findet Anwendung in vielen Bereichen der neuropsychologischen Forschung. Ihm zu Ehren ist der Mackworth Rock nach ihm benannt, ein Klippenfelsen in der Antarktis.